# Héhalom
Héhalom là một thị trấn thuộc hạt Nógrád, Hungary. Thị trấn này có diện tích 18,67 km², dân số năm 2010 là 984 người, mật độ 53 người/km².